# 微技術刀具

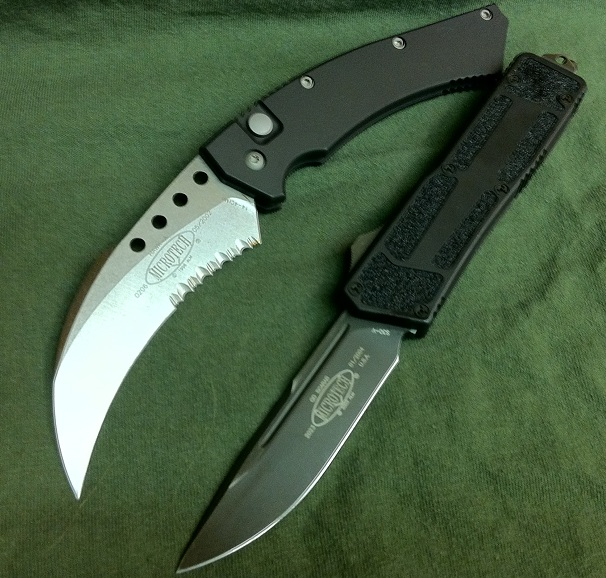
微技术Hawk側彈折疊刀（左）和Scarab直跳刀

微技术刀具公司是一家美国的刀具制造商，因其生产的弹簧刀而闻名。1994年，微技术刀具成立于佛罗里达州的维罗海滩，2005年迁至宾夕法尼亚州的布拉德福德，后又于2009年迁至北卡罗来纳州的弗莱彻。2007年成立子公司MSAR（Microtech Small Arms Research）開始涉足槍械產業，但在2015年時關閉。在2013年時又新成立了子公司Microtech Defense Industries，主要產品為槍枝配件。

## 產品特徵
刀具產品並非委託代工廠大量生產，完全由自家公司自行精密製造少量生產，強調所有產品皆為美國製。部分產品使用獨特規格的專利螺絲，需使用專門的螺絲起子才可拆卸。刀身採用的鋼材為CTS-204P、M-390、ELMAX、CTS-XHP四種類。
自家公司不直接銷售其商品，而是透過各家實體與非實體的經銷商進行販賣，官方網站上也有在徵求經銷商。

## 核心產品

### 雙向動作式（DA-OTF）直跳刀
- Ultratech系列
- Scarab系列
- Troodon系列
- Dirac系列
- Daytona系列
- Makora系列
- Exocet系列
- Cypher系列
- UTX-85
- UTX-70

### 單向動作式（SA-OTF）直跳刀
- Halo系列
- Nemesis系列

### 自動折疊刀
- Socom系列
- Hawk系列
- Vector系列
- Stitch系列
- LUDT系列

### 蝴蝶刀
- Tachyon系列